# Julia Lier
Julia Lier, född 11 november 1991 i Ludwigsfelde, är en tysk roddare.
Lier blev olympisk guldmedaljör i scullerfyra vid sommarspelen 2016 i Rio de Janeiro.